# Pierre Duprey
Pierre François Marie Joseph Duprey (Croix, 16 novembre 1922 – Roma, 13 maggio 2007) è stato un vescovo cattolico e missionario francese.

## Biografia
Pierre Duprey nacque a Croix il 16 novembre 1922.

### Formazione e ministero sacerdotale
Nel 1942, durante la seconda guerra mondiale, divenne novizio nei Missionari d'Africa ad Algeri.
Il 1º febbraio 1950 fu ordinato presbitero a Cartagine. Dopo gli studi di dottorato presso il Pontificio istituto orientale a Roma, studiò ad Atene teologia ortodossa e a Beirut la lingua araba. Dal 1946 al 1963 fu professore di teologia dogmatica e storia della Chiesa presso il seminario Sant'Anna della Chiesa cattolica greco-melchita di Gerusalemme.
Contribuì a organizzare la conferenza di Rodi che riunì 61 rappresentanti di 12 chiese ortodosse indipendenti. Nel 1962 ricevette l'incarico di teologo e interprete della delegazione ortodossa in occasione della prima sessione del Concilio Vaticano II.
Nel 1963 fondò il comitato cattolico per la cooperazione culturale con le Chiese ortodosse e orientali. Faceva parte anche del consiglio dell'Istituto ecumenico "Tantur" per studi teologici di Gerusalemme. Nel 1963 venne nominato sottosegretario del Segretariato per la promozione dell'unità dei cristiani. Questo dicastero era stato istituito il 5 giugno 1960 da papa Giovanni XXIII con a capo il cardinale tedesco Augustin Bea.
Nel 1965 divenne membro del Consiglio ecumenico delle Chiese. Giocò un ruolo centrale nella preparazione dello storico incontro tra papa Paolo VI e il patriarca di Costantinopoli Atenagora che portò alla remissione delle scomuniche reciproche tra Roma e la Costantinopoli. Contribuì al lavoro di preparazione del dialogo teologico tra la Chiesa cattolica e le Chiese ortodosse. Dal 1970 fu membro onorario del consiglio della Fondazione Pro Oriente di Vienna. Si impegnò a migliorare i rapporti anche con la Federazione mondiale luterana e con l'Alleanza pentecostale. Nel 1980 divenne segretario della Commissione internazionale per il dialogo tra la Chiesa cattolica e quella ortodossa.
Il 25 aprile 1983 fu promosso a segretario del dicastero e vicepresidente della Commissione per i rapporti religiosi con l'ebraismo. Le relazioni ecumeniche di Duprey si espansero quindi per includere le Chiese non cattoliche occidentali, in particolare quelle della Comunione anglicana. Proseguì la collaborazione con il Consiglio ecumenico delle Chiese. Con la costituzione apostolica Pastor Bonus del giugno 1988 papa Giovanni Paolo II elevò il segretariato a pontificio consiglio.

### Ministero episcopale
Il 12 dicembre 1989 papa Giovanni Paolo II lo nominò vescovo titolare di Tibari. Ricevette l'ordinazione episcopale il 6 gennaio successivo dallo stesso pontefice, co-consacranti gli arcivescovi Giovanni Battista Re, sostituto per gli affari generali della Segreteria di Stato, e Myroslav Marusyn, segretario della Congregazione per le Chiese orientali.
Il 16 marzo 1999 papa Giovanni Paolo II accettò la sua rinuncia all'incarico per raggiunti limiti d'età. Gli succedette monsignor Walter Kasper.
Morì a Roma alle 2:10 del 13 maggio 2007 dopo una lunga malattia. Le esequie si tennero il 18 maggio alle ore 10 all'altare della cattedra della basilica di San Pietro in Vaticano e furono presiedute dal cardinale Walter Kasper. La salma venne poi tumulata nella tomba del suo ordine al cimitero del Verano.

## Genealogia episcopale
La genealogia episcopale è:
- Cardinale Scipione Rebiba
- Cardinale Giulio Antonio Santori
- Cardinale Girolamo Bernerio, O.P.
- Arcivescovo Galeazzo Sanvitale
- Cardinale Ludovico Ludovisi
- Cardinale Luigi Caetani
- Cardinale Ulderico Carpegna
- Cardinale Paluzzo Paluzzi Altieri degli Albertoni
- Papa Benedetto XIII
- Papa Benedetto XIV
- Papa Clemente XIII
- Cardinale Enrico Benedetto Stuart
- Papa Leone XII
- Cardinale Chiarissimo Falconieri Mellini
- Cardinale Camillo Di Pietro
- Cardinale Mieczysław Halka Ledóchowski
- Cardinale Jan Maurycy Paweł Puzyna de Kosielsko
- Arcivescovo Józef Bilczewski
- Arcivescovo Bolesław Twardowski
- Arcivescovo Eugeniusz Baziak
- Papa Giovanni Paolo II
- Vescovo Pierre François Marie Joseph Duprey, M. Afr.